# 예주
예주(豫州)는 중국 역사상의 옛 행정 구역이며, 구주 중 한 곳으로 전해 내려오는 지역이다. 후한 13주 중 한 지역이며, 중심지는 초현(譙縣, 현재의 안후이성 보저우 시)이다.

## 군 · 군국

### 전한
영천군(潁川郡) · 여남군(汝南郡) · 패군(沛郡) · 양국(梁國) · 노국(魯國)

### 후한
각 군국 밑에 나열한 것은 속현(屬縣)의 목록이며, 치소(治所)가 있었던 곳은 굵은 글씨로 표기하였다.

### 삼국 시대

#### 조위
영천군(潁川郡) · 여남군(汝南郡) · 익양군(弋陽郡) · 양국(梁國) · 동군(東郡) · 패국(沛國) · 초군(譙郡) · 노국(魯國) · 안풍군(安豊郡) · 양성군(襄城郡) · 여음군(汝陰郡)

### 서진
진 혜제시기 여음군에서 신채군이, 여남군이 남돈군으로 분리되었고 양국에서 진군이 복구되었다. 하지만 영가의 난으로 황폐화되고 후조의 치하로 넘어갔다.
영천군(潁川郡) · 여남군(汝南郡) · 양성군(襄城郡) · 여음군(汝陰郡) · 양국(梁國) · 패국(沛國) · 초군(譙郡) · 노군(魯郡) · 익양군(弋陽郡) · 안풍군(安豊郡) · 신채군(新蔡郡) · 동군(東郡) · 남돈군(南頓郡)

### 남북조시대

#### 동진
사마예가 건강에서 동진을 건국했을 때, 양성군과 양성군 번창현(繁昌縣)이 선성군 춘곡현에 교치되고 329년(동진 성제 함화 4년), 회남지방에 예주를 재설치, 무호현(蕪湖縣)에 치소를 두었다. 338년(동진 성제 함강 4년) 모보(毛寶)가 주성(邾城)을 근거로 자사를 자칭하였고 형주자사 유익(庾翼)이 무창군을 점령, 무창군을 예주에 내속시켰다.

#### 유송
422년(유송 무제 영초 3년), 회남 동부지역을 남예주로 분리하고 회서(淮西)지역을 예주로 삼았다.  10군 43현 22,919호 150,839명을 거느렸다.
여남군(汝南郡) · 신채군(新蔡郡) · 초군(譙郡) · 양군(梁郡) · 진군(陳郡) · 남돈군(南頓郡) · 영천군(潁川郡) · 여양군(汝陽郡) · 여음군(汝陰郡) · 진류군(陳留郡)

#### 북위
북위 헌문제 황흥연간, 과거 유의륭이 설치한 사주(司州)를 예주로 바꿨다. 9군 39현 41,172호 96,916명을 거느렸다. 북위 명원제 태상연간에 호뢰관을 중심으로 북예주가 신설되었다.
여남군(汝南郡) · 영천군(潁川郡) · 여양군(汝陽郡) · 의양군(義陽郡) · 신채군(新蔡郡) · 초안군(初安郡) · 양성군(襄城郡) · 성양군(城陽郡) · 광릉군(廣陵郡)

### 수
지금의 허난성지역에 있던 주, 혹은 군을 예주지구로 통틀어 취급했다.
하남군(河南郡) · 형양군(滎陽郡) · 양군(梁郡) · 초군(譙郡) · 제음군(濟陰郡) · 양성군(襄城郡) · 영천군(潁川郡) · 여남군(汝南郡) · 회양군(淮陽郡) · 여음군(汝陰郡) · 상락군(上洛郡) · 홍농군(弘農郡) · 석양군(淅陽郡) · 남양군(南陽郡) · 육양군(淯陽郡) · 회안군(淮安郡)